# Рінчан
Рінчан (д/н — 1323) — султан Кашміру у 1320—1323 роках. Відомий також як Садр ад-Дін-шах.

## Життєпис
Походив з династії Чон з Мар'юлу (гілка тибетської династії Ярлунг). Син царя Лхачен Нгос-груба. Замолоду звався Лхачен Г'ялбу Рінчана.
1320 року після смерті батька повстав проти свого стрийка — правителя Мар'юла —, але зазнав поразки і втік до Кашміру. Місцевий магараджа Сухадева призначив Рінчана міністром. При дворі затоваришував з іншим сановником — мусульманином Шах Міром зі Свату.
Того ж року монголи під орудою Ясавур-оглана (в Кашмірі відомим як Зульчу) вдерлися до Кашміру, поваливши Сухадеву, що втік до Тибету.
Після відходу монголів його перший міністр Рамачандра скористався анархією і зайняв трон. Він призначив Рінчана райна (очільником цивільних справ) та надав володіння Лар. Рінчан став амбітним. Він послав у форт військо під виглядом купців, які застали людей Рамачандри зненацька. Рамачандра був убитий, а його сім'я потрапила в полон. Рінчан одружився з донькою Рамачандри — Котою, дружиною Сухадеви, і став володарем Кашміру.
Невдовзі, намагаючись заручитися підтримкою Делійського султанату, переходить в іслам, отримавши ім'я Садр ад-Дін Шах. Також прийняв титул султана. Він перейменував Срінагар на Рінчанпору, де побудував мечеть, відому як Баєд Машід (Велика мечеть). Це була перша мечеть, побудована в Кашмірі. Він також побудував ще одну мечеть в Алі Кадалі.
1323 року невдаволене шиваїтсьске населення ісламізацією повстало проти Бадр ад-Дін Шаха, який зрештою загинув. Владу перебрала його удова Котадева.